# Ala Gallorum Indiana
L'Ala Gallorum Indiana va ser una unitat auxiliar de l'exèrcit romà, reclutada a la Gàl·lia. Durant la rebel·lió gal·la de l'any 21, la va comandar Juli Indus, un noble de la tribu dels trèvers, que es va mantenir fidel a l'Imperi i va esclafar als rebels.
La unitat, per ordre de l'emperador Claudi es va integrar a les forces reunides per la invasió de Britànnia, participant en les principals operacions.
Durant la segona meitat del segle i, va ser destinada a Corinum (Cirencester, Regne Unit). Domicià, l'any 82 la va situar a la Germània Inferior, quan va iniciar la lluita contra els cats. Durant la rebel·lió de Luci Antoni Saturní, governador de la Germània, es va mantenir fidel a Domicià. L'any 98, Trajà la va posar directament sota les seves ordres quan va reorganitzar les forces romanesa la frontera del Rin i els va situar al Limes Germanicus. Anys més tard, el 134, Hadrià va assignar la unitat a l'exèrcit de la Germània Superior.
En temps de Caracal·la, la unitat seguia a la Germània Superior, i era la guarnició d'un campament prop de la ciutat de Mogoncíacum (Magúncia). Va desaparèixer al llarg de la segona meitat del segle ii.